# Ауди е-трон GT
„Ауди е-трон“ (Audi Q4 e-tron) е модел електрически луксозни автомобили (сегмент F) на германската марка „Ауди“, произвеждан от 2020 година в Хайлброн.
Базиран е на платформата MSB/J1, използвана и от пуснатия малко по-рано модел на друга марка на производителя „Фолксваген Груп“ – „Порше Тайкан“, като е само малко по-голям и удобен. През 2022 година са произведени общо 2202 броя.